# Есад-паша Топтані
Еса́д-паша́ Топта́ні (1863 — 13 червня 1920) — офіцер Османської імперії, депутат від Албанії у парламенті Османської імперії, політичний діяч початку XX століття в Албанії.  Він встановив державне утворення у центральній Албанії з центром у Дурресі, яке отримало назву Республіка Центральної Албанії. 

## Біографія
Есад-паша народився 1863 року у Тирані у родині крупного землевласника, який, власне, і створив сучасну Тирану.  Пізніше Топтані став прибічником Младотурків. Згодом він отримав місце у парламенті Османської імперії від Албанії.
Він був одним з командувачів османськими силами у Шкодері, поки місто не перейшло до Чорногорії у 1913 році в результаті Першої Балканської війни. Есад-паша був змушений залишити місто зі своєю армією, щоб втрутитись у боротьбу за владу у Центральній Албанії.  Офіційна Сербія допомагала численним місцевим керівникам, що опирались уряду Ісмаїла Кемалі, спрямовуючи їх на з'єднання з Есадом-пашою.  Його звинуватили у розпалюванні ворожнечі та спричиненні Селянського повстання.  Есад-паша втік до Італії,   але повернувся до Албанії у вересні 1914 року. Восени того самого року Сенат Центральної Албанії запросив його очолити уряд країни.  Спочатку він мав надавати фінансову підтримку чинному уряду. 
Наприкінці 1914 року Топтані уклав секретну угоду з грецьким урядом щодо підтримки анексії південних провінцій, відомих як Північний Епір, Грецьким королівством.  Він також контролював владу у Центральній Албанії до 1916 року, коли він вирушив на допомогу Греції та Сербії, щоб допомогти їм у війні проти Австро-Угорщини. Після війни він поїхав до Франції, щоб представити Албанію на Паризькій мирній конференції .
13 червня 1920 Есада-пашу було вбито у Парижі.